# Будинок на вулиці Дорошенка, 11 (Львів)
Дім Шопена — житловий триповерховий будинок з магазинним приміщенням на першому поверсі у Львові. Пам'ятка архітектури місцевого значення № 90.

## Історія
Ще у 1843 році на місці триповерхової кам'яниці, був невеликий будинок, у приміщені якого був перший у Львові салон фотографії Йосифа Польмана. Новий будинок споруджено за проектором архітектора Карла Боубліка, у 1898 році на замовлення Сабріни Гершелес. Над вікнами третього поверху фасад будинку прикрашає бюст Фридерика Шопена, скульптор Броніслав Солтис. До 1939 року у будинку був магазин фортепіано та інших музичних інструментів Гошелеса. За незалежності України тут відкрили бар «Гарячі бутерброди», який закрився навесні 2008 року, тепер тут магазин одягу.

## Архітектура

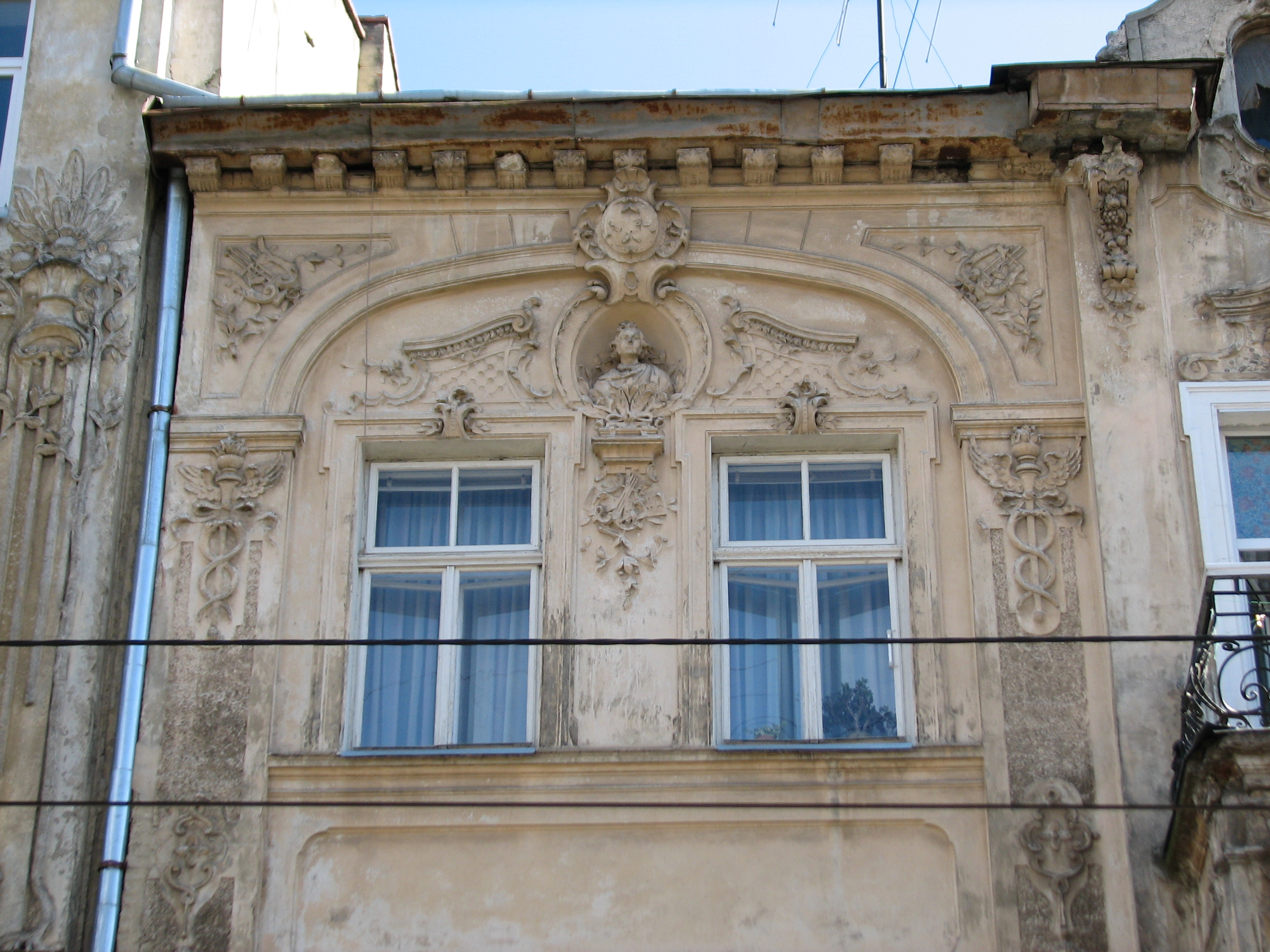
Погруддя Шопена на фасаді будинку

Три поверховий, цегляний будинок зведений у стилі сецесія, деякі джерела подають, що будинок у стилі бароко. Планування будинку не зазнало значних змін протягом часу, тому залишилось анфіладного типу. Головний фасад будинку асиметричний, з розрепованою бічною частиною, головний портал входу зміщений вправо. Перший поверх рустований. На другому поверсі, з лівого боку великий балкон з кованими ґратами, який з лівого боку дотичний до еркеру який виступає з фасаду, та тримається на ліпних кронштейнах. Ззовні еркер прикрашений гербовим картушем, та пілястрами з декоративною ліпниною. Еркер має лише одне велике вікно з півциркульним завершенням. Зверху над еркером балкон огороджений кованими ґратами. Між вікнами другого та третього поверху пілястри, які закінчуються архівольтом, а по центру них декоративний картуш з овальною нішею, в якій поміщений бюст Шопена. Над розкрепованою частиною будинок закінчується профільованим карнизом з люкарною на іншій частині кронштейни. На фасаді будинку присутні також багато інших декоративних елементів.